# Kina Fernández
Kina Fernández (Celavente, El Bollo, Orense, 1947) diseñadora española, aunque de aprendizaje parisino e instalada en La Coruña. Presenta sus colecciones dentro de la Pasarela Cibeles de Madrid.

## Biografía
Comenzó su actividad en el mundo textil en 1979, creando en 1985 la firma Kina Fernández y realizando su primer desfile en 1989. Participará en 1999 por primera vez en la Pasarela Cibeles, año en que abre la primera tienda en Madrid. Se dedica al diseño de prendas prêt-a-porter de alto nivel, incursionando en los diseños de gafas, baño y T-shirts.